# Paris-Roubaix 1899
La 4e édition de la course cycliste Paris-Roubaix a eu lieu le 2 avril 1899 et a été remportée par le Français Albert Champion. L'épreuve comptait 268 kilomètres et le vainqueur la termina en 8 h 22 min 53 s soit 31,976 km/h de moyenne. Au départ, 32 coureurs étaient engagés, parmi eux le frère du double vainqueur Maurice Garin : Ambroise Garin.

## Déroulement de la course
Cette édition se court derrière de petites motos. Cela attire des coureurs sur piste qui y sont habitués. La course a lieu le 2 avril avec 32 coureurs. Les meilleurs coureurs sur route sont présents : Maurice Garin et Josef Fischer mais aussi des spécialistes de la piste comme Albert Champion, Émile Bouhours et Paul Bor. Ce que ces derniers gagnent de l'expérience de la course derrière entraineur, ils le perdent avec leur manque d'habitude des pavés et des mauvaises routes sur le parcours de Paris–Roubaix.
Champion, âgé de 21 ans, est un outsider mais les autres coureurs partent à sa poursuite quand il s'échappe en solitaire peu après le départ. Seul Bouhours se rapproche à moins d'une minute à Amiens à mi-distance. Mais l'entraineur de Bouhours heurte un spectateur et met fin à ses espoirs. Champion ralentit près d'Arras à cause d'une fringale, parcourant les plus mauvais pavés à la vitesse de la marche à pied. Cependant il conserve encore 23 minutes d'avance sur Bor et Ambroise Garin, le frère de Maurice, à l'arrivée à Roubaix.
Champion fait un temps de 8 h 22 min 53 s soit 10 minutes de plus que Maurice Garin en 1898 dont la course s'était passé dans de mauvaises conditions climatiques.

## Classement final
|    | Cycliste         | Équipe | Temps             |
| -- | ---------------- | ------ | ----------------- |
| 1  | Albert Champion  | -      | 8 h 22 min 52 s   |
| 2  | Paul Bor         | -      | + 23 min 21 s     |
| 3  | Ambroise Garin   | -      | + 23 min 25 s     |
| 4  | Pierre Chevalier | -      | + 54 min 10 s     |
| 5  | Eugène Jay       | -      | + 1 h 52 min 08 s |
| 6  | Marcel Kerff     | -      | + 1 h 57 min 38 s |
| 7  | Lucien Itsweire  | -      | + 1 h 58 min 11 s |
| 8  | Jules Dubois     | -      | + 2 h 00 min 54 s |
| 9  | Lucien Delattre  | -      | + 2 h 39 min 08 s |
| 10 | Jean Fischer     | -      | + 3 h 20 min 20 s |